# Сэмюэлс, Гэри Джозеф
Гэ́ри Джо́зеф Сэ́мюэлс (англ. Gary Joseph Samuels, род. 1944) — американский миколог-систематик, специалист по гипокрейным грибам.

## Биография
Родился в 1944 году в Гров-Сити на западе Пенсильвании. Учился в Университете штата Пенсильвания, окончил его в 1966 году со степенью бакалавра. Продолжил получение образования в Колумбийском университете, в 1968 году получил степень магистра.
В 1971 году под руководством Кларка Томаса Роджерсона защитил диссертацию доктора философии Колумбийского университета. В диссертации Сэмюэлс рассматривал систематику и разнообразие рода Nectriopsis.
С 1973 года — сотрудник Новозеландского департамента научных и прикладных исследований. В 1985 году назначен научным сотрудником Нью-Йоркского ботанического сада.
Активно путешествовал по Новой Зеландии и Южной Америке, занимаясь сбором материала для изучения грибной микобиоты.
Сотрудник Министерства сельского хозяйства США, где работает в Лаборатории ботанической и микологической систематики в Белтсвилле.

## Некоторые публикации
- Samuels G. J. The taxonomic position of the genus Nectriopsis Maire. — Ann Arbor, 1978. — 139 p.
- Samuels G. J. A Synopsis of Nectria subgen. Dialonectria. — Wallingford, 1991. — 48 p. — ISBN 0-85198-736-2.
- Samuels G. J. Fungicolous fungi of the Mid Atlantic states. — Beltsville, 2008. — 62 p.

## Роды грибов, названные именем Г. Дж. Сэмюэлса
- Samuelsia P.Chaverri & K.T.Hodge, 2008